# Drama da Paixão de Cristo
O Drama da Paixão de Cristo é uma festa cristã em Santana de Parnaíba em celebração a Jesus Cristo. Realizada durante a Semana Santa, é considerada um dos principais eventos culturais desse tipo no Brasil e a principal manifestação religiosa de Santana de Parnaíba: o espaço cenográfico é montado em 15 mil metros quadrados e há cerca de 1.000 pessoas envolvidas na realização da festa. A celebração ocorre desde 2002.